# In the Fishtank
In the Fishtank es un proyecto en curso de Konkurrent, un distribuidor de música independiente de los Países Bajos. En este proyecto, Konkurrent invita a una o dos bandas para grabar en estudio durante dos días. Los primeros cuatro álbumes fueron grabados por bandas individuales, en tanto que ocho de las últimas diez fueron el resultado de agrupaciones de dos bandas (y en un caso, de tres). The Ex es la única banda que aparece en más de uno de los álbumes.

## Lista de álbumes
- In the Fishtank 1 - Nomeansno
- In the Fishtank 2 - Guv'ner
- In the Fishtank 3 - Tassilli Players
- In the Fishtank 4 - Snuff
- In the Fishtank 5 - Tortoise y The Ex
- In the Fishtank 6 - June of 44
- In the Fishtank 7 - Low y Dirty Three
- In the Fishtank 8 - Willard Grant Conspiracy y Telefunk
- In the Fishtank 9 - Sonic Youth, Instant Composers Pool y The Ex
- In the Fishtank 10 - Motorpsycho y Jaga Jazzist Horns
- In the Fishtank 11 - The Black Heart Procession y Solbakken
- In the Fishtank 12 - Karate
- In the Fishtank 13 - Solex y M.A.E.
- In the Fishtank 14 - Isis y Aereogramme
- In the Fishtank 15 - Sparklehorse y Fennesz